# إدغكت (باكينجهامشير)
إدغكت (بالإنجليزية: Edgcott) هي قرية وأبرشية مدنية تقع في المملكة المتحدة في إنجلترا. يقدر عدد سكانها بـ 256 نسمة .